# Richilde de Hainaut
Richilde, née à Mons en 1027 et morte le 15 mars 1087 à Messines (Région flamande de Belgique), est comtesse de Hainaut de 1036 à 1087 et dame de Beaumont (Hainaut) dès 1049, dont elle fait rebâtir le château.

## Origines et famille
On a cru longtemps qu'elle était fille de Régnier V de Hainaut, mais L. Vanderkindere établit au XIXe siècle que cette filiation est due à une confusion dans la lecture d'un document. En fait, Richilde n'est que la belle-fille de Régnier V, ayant épousé son fils Herman, comte de Hainaut et de Mons. En se fondant sur le témoignage de la Flandria Generosa, elle serait nièce du pape Léon IX, elle serait donc issue des comtes alsaciens d'Eguisheim.
D'autre part, nous devons accepter qu'elle soit issue des Régnier(s). Son mariage avec Herman est contesté pour cause de consanguinité, mais approuvé par l'évêque de Cambrai. Selon la chronique de Gilles d'Orval, son père se nomme d'ailleurs Régnier, fils de Régnier (mais qui ne peuvent pas être confondus avec les comtes de Mons, Régnier IV et Régnier V). Son père est probablement Régnier d'Hasnon, margrave de Valenciennes entre 1047 et 1048/1049, fils de Régnier de Louvain.

## Biographie
Elle épouse vers 1040 le comte Herman de Hainaut († 1051). Ils ont pour descendance :
- Roger († 1093), évêque de Châlons-sur-Marne ;
- Gertrude devenue religieuse.

Elle s'oppose à son mari, notamment quand il s'allie à Godefroy II de Basse-Lotharingie et à Baudouin V de Flandre, contre Henri III, empereur d'Allemagne. Lorsque Herman de Hainaut meurt en 1051, elle reporte sa haine envers son mari sur les enfants nés de ce mariage. Ces derniers entrent tous deux en religion afin de permettre à son second mari Baudouin de Hasnon, fils du comte de Flandre, épousé en 1051, et aux (futurs) enfants de ce second mariage d'hériter du comté de Hainaut.
Les nouveaux époux étant apparentés, le mariage est déclaré nul et ils sont excommuniés, mais ils obtiennent du pape Léon IX la réconciliation avec l'Église et une dispense pour leur mariage. Ils ont comme descendance :
- Alix ;
- Arnoul III (1055 † 1071), comte de Flandre et de Hainaut ;
- Baudouin II (1056 † 1098), comte de Hainaut ;
- Agnès, vivante en 1071.

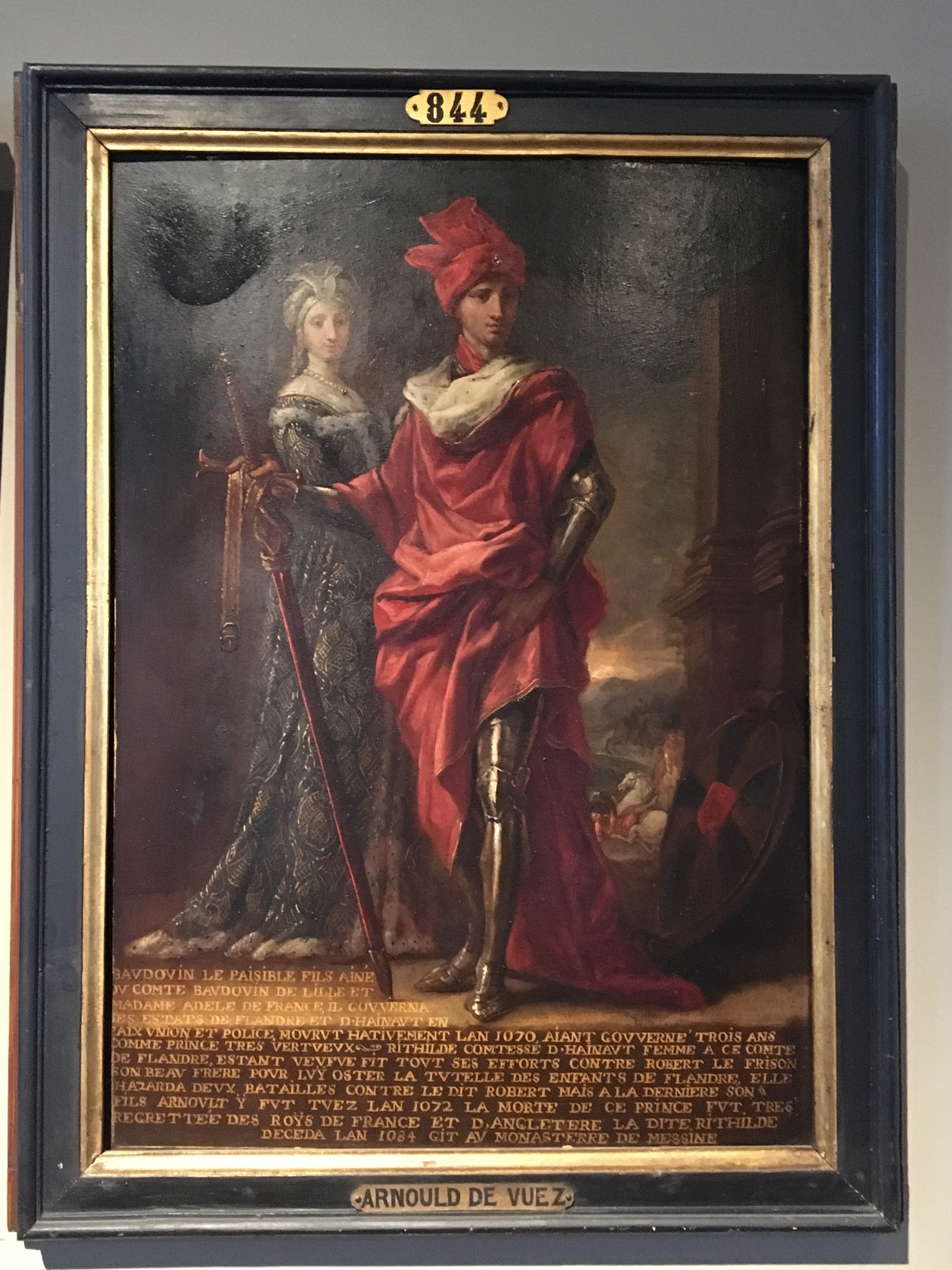
Baudouin VI Le Paisible et Richilde de Hainaut, par Arnould de Vuez, (1708).

Baudouin, son second mari, devient comte de Flandre en 1067 sous le nom de Baudouin VI de Flandre. Trois ans plus tard, sentant sa fin proche, il se soucie d'assurer l'avenir de ses enfants et adjure son frère Robert le Frison de respecter et défendre les droits de ses enfants après sa mort. Il meurt peu après, le 17 juillet 1070.
Richilde aurait épousé en troisièmes noces entre juillet 1070 et février 1071 Guillaume Fitz Osbern comte de Hereford. 
Certains historiens pensent que Richilde fut une régente trop tyrannique; d'autres affirment que Robert le Frison n'avait pas l'intention de respecter son serment ; en tout cas, une guerre civile ne tarde pas à ravager le comté de Flandre. Les villes flamandes (Gand, Bruges, Bergues, Furnes, Bourbourg, Cassel, Roulers, Courtrai, Ypres, Lille) se rangèrent derrière Robert, alors que Richilde pouvait compter sur le soutien du Hainaut (Douai, Tournai) et de l'Artois (Arras, Saint-Omer, Boulogne, Ardres, Saint-Pol, Béthune). Le fils de Richilde, Arnoul III, est tué près de Cassel en 1071, malgré l'aide du roi de France Philippe Ier, de même que son beau-père Guillaume Fitz Osbern, venu à la demande de Richilde défendre les intérêts d'Arnoul III de Flandre.
Richilde cherche ensuite d'autres alliances, accepte que le Hainaut devienne vassal de l'évêque de Liège, mais est à nouveau vaincue en 1072 à Obourg, près de Mons.
En 1082, elle part en pèlerinage à Rome, mais à son retour en 1084, elle apprend, comme elle s'approche de ses terres, qu'Arnoul, comte de Chiny, se dispose à l'enlever. Elle lui échappe en se réfugiant dans l'abbaye de Saint-Hubert.
Elle continue à régner aux côtés de son second fils Baudouin II jusqu'en 1086.

## Source
- H. Pirenne, « Richilde », Académie royale de Belgique, Biographie nationale, vol. 19, Bruxelles, 1907 [détail des éditions], p. 293-300.